# Phrynomedusa
Phrynomedusa  (лат.) — род бесхвостых земноводных из семейства Phyllomedusidae.

## Классификация
На январь 2023 года в род включают 6 видов:
- Phrynomedusa appendiculata (Lutz, 1925)
- Phrynomedusa bokermanni Cruz, 1991
- Phrynomedusa dryade Baêta et al., 2016
- Phrynomedusa fimbriata Miranda-Ribeiro, 1923 — Белоногая филломедуза
- Phrynomedusa marginata (Izecksohn et Cruz, 1976)
- Phrynomedusa vanzolinii Cruz, 1991